# フランツ・サモヒル
フランツ・サモヒル、 あるいはザモヒル（Franz Samohyl, 1912年4月3日 ウィーン - 1999年6月14日）は、オーストリアのヴァイオリン奏者、教師。

## 経歴
ウィーン音楽アカデミーでヴァイオリンを学び、ウィーン・フィルハーモニー管弦楽団のコンサートマスターとなる（1936年 - 1965年在籍）。1946年より教師としても活動、ウィーン国立音楽大学でヴァイオリンとヴィオラの教授を務める（1968年 - 1982年）。その時代の最も優れたヴァイオリンの教師の一人と考えられる。教えを受けた奏者にワルター・ウェラー、ウェルナー・ヒンク、ライナー・キュッヒル、また、日本人では岸邉百々雄や椙山久美らが有名である。